# واين سيمبسون
واين سيمبسون (بالإنجليزية: Wayne Simpson)‏ هو لاعب كرة قاعدة أمريكي، ولد في 2 ديسمبر 1948 في لوس أنجلوس في الولايات المتحدة.

## وصلات خارجية
- واين سيمبسون على موقع دوري كرة القاعدة الرئيسي (الإنجليزية)
- واين سيمبسون على موقعبيزبول رفرنس.كوم (الدوري الرئيسي) (الإنجليزية)
- واين سيمبسون على موقعبيزبول رفرنس.كوم (الدوري الثانوي) (الإنجليزية)